# Armando Ibáñez
Armando Ibáñez Correa (Santa Cruz de la Sierra, 3 de abril de 1973) es un exfutbolista y entrenador boliviano. Se desempeñó como Defensa.

## Trayectoria
Comenzó en Real Santa Cruz en 1991, con el club logró el Torneo Apertura en 1996 y luego de siete temporadas fue fichado por The Strongest en 1998. Tras finalizar esa temporada retorno al conjunto albo.
A partir de allí comienza a vestir las camisetas de Guabirá la temporada 2000 y Oriente Petrolero en el que permaneció dos temporadas y el 18 de diciembre de 2001 se coronó campeón de la Campeonato Boliviano, después de vencer al Bolívar en la final del campeonato.
Posteriormente jugaría en Independiente Petrolero, Blooming, Destroyers, La Paz Fútbol Club y Aurora.
El 11 de agosto de 2010, regresó al Estadio Real Santa Cruz para un partido amistoso de despedida. Recibió una plaqueta del Club Real Santa Cruz por parte del dirigente Ignacio Talavera.

## Selección nacional
Fue internacional con la Selección boliviana en dos partidos amistosos. Debutó el 31 de enero de 2002, en un encuentro amistoso ante la selección de Brasil que finalizó con marcador de 0-6.
| Selección boliviana | Selección boliviana | Selección boliviana |
| Año                 | Partidos            | Goles               |
| ------------------- | ------------------- | ------------------- |
| 2002                | 2                   | 0                   |
| Total               | 2                   | 0                   |

## Clubes

### Como jugador
| Club                    | País    | Año         |
| ----------------------- | ------- | ----------- |
| Real Santa Cruz         | Bolivia | 1991 - 1997 |
| The Strongest           | Bolivia | 1998        |
| Real Santa Cruz         | Bolivia | 1999        |
| Guabirá                 | Bolivia | 2000        |
| Oriente Petrolero       | Bolivia | 2001 - 2002 |
| Independiente Petrolero | Bolivia | 2003        |
| Blooming                | Bolivia | 2004        |
| Destroyers              | Bolivia | 2005 - 2006 |
| La Paz FC               | Bolivia | 2007        |
| Aurora                  | Bolivia | 2008        |
| Destroyers              | Bolivia | 2009 - 2010 |

### Como entrenador
| Club             | País    | Año               |
| ---------------- | ------- | ----------------- |
| 24 de Septiembre | Bolivia | 2010 - 2013       |
| Real América     | Bolivia | 2014 - 2016       |
| Real Santa Cruz  | Bolivia | 2018 - 2019       |
| Mariscal Sucre   | Bolivia | 2019              |
| Torre Fuerte     | Bolivia | 2020              |
| Mariscal Sucre   | Bolivia | 2020              |
| San Felipe       | Bolivia | 2021              |
| Real Potosí      | Bolivia | 2021              |
| SUR-CAR          | Bolivia | 2022              |
| 24 de Septiembre | Bolivia | 2023 - 2024       |
| Real Santa Cruz  | Bolivia | 2024              |
| San Felipe       | Bolivia | 2025 - Actualidad |

## Palmarés

### Como jugador
Torneos nacionales
| Título           | Club              | Año  |
| ---------------- | ----------------- | ---- |
| Primera División | Oriente Petrolero | 2001 |

Torneos cortos
| Título          | Club            | Año  |
| --------------- | --------------- | ---- |
| Torneo Apertura | Real Santa Cruz | 1996 |